# Vastral
Vastral là một thành phố và khu đô thị của quận Ahmadabad thuộc bang Gujarat, Ấn Độ.

## Nhân khẩu
Theo điều tra dân số năm 2001 của Ấn Độ, Vastral có dân số 41.925 người. Phái nam chiếm 55% tổng số dân và phái nữ chiếm 45%. Vastral có tỷ lệ 76% biết đọc biết viết, cao hơn tỷ lệ trung bình toàn quốc là 59,5%: tỷ lệ cho phái nam là 81%, và tỷ lệ cho phái nữ là 70%. Tại Vastral, 13% dân số nhỏ hơn 6 tuổi.